# 파이널 데스티네이션 5
《파이널 데스티네이션 5》(영어: Final Destination 5)는 2011년 개봉한 미국의 초자연 공포 영화이다. 파이널 데스티네이션 시리즈 다섯 번째 작품이자 완결편이며, 《파이널 데스티네이션》(2000)의 프리퀄이다.

## 줄거리
회사 야유회를 떠나는 버스 안에 있던 샘은 다리 위에서 벌어질 사고를 예지한 뒤 자신을 찼던 전 여자친구 몰리와 버스에서 내려버린다. 샘을 다시 버스로 데려오기 위해 뒤따라나온 동료와 친구들은 사고를 피해 살아남고, 샘은 경찰에게 의심을 받는다.
이후 생존자들에게 차례로 죽음이 닥친다. 사고 현장마다 샘 무리가 계속 마주치는 검시관 블러드워스는 자신을 "게임이 끝나면 뒤처리를 하는 사람"으로 소개하며, 다른 사람들이 대신 죽어 죽음 장부의 대차 대조 균형이 맞아 샘 일행이 살아남았던 것이라고 설명한다. 샘의 친구 피터는 이 암시를 죽지 않으려면 본인에게 할당된 죽음의 장부 자리에 다른 사람을 밀어넣어 사신을 속여야 한다는 뜻으로 이해한다.
재결합한 샘 커플은 자신들을 죽이려던 피터에게 역공을 가해 살아남고 2주 뒤 파리행 비행기를 탄다. 이들은 앨릭스가 동급생들과 싸움이 붙어 비행기에서 강제 하차되는 모습을 목격한다. 이를 무심히 넘긴 샘과 몰리는 비행기 사고로 죽음을 맞이한다.
결국 모두 사망한 뒤 파이널 데스티네이션 영화 로고 뒤로 숫자가 카운트다운을 하듯이 5-4-3-2-1 순으로 바뀌고, 전작에서 나온 모든 죽음의 순간이 AC/DC의 "If You Want Blood You've Got It"을 배경으로 이어진다. 블러드워스가 다들 조심하라고 경고하는 음성이 흐른 뒤 영화가 끝난다.
영화 내내 캔자스의 "Dust in the Wind"가 죽음을 예고하는 장치로 쓰인다.

## 출연
- 니컬러스 디애거스토 - 샘 로턴 역
- 에마 벨 - 몰리 하퍼 역
- 마일스 피셔 - 피터 프리드킨 역
- 엘런 로 - 캔디스 후퍼 역
- 재클린 매키니스 우드 - 올리비아 캐슬 역
- P. J. 번 - 아이작 파머 역
- 알런 에스커페이타 - 네이선 시어스 역
- 데이비드 케크너 - 데니스 래프먼 역
- 코트니 B. 밴스 - 짐 블록 요원 역
- 토니 토드 - 윌리엄 블러드워스 역
- 바클리 호프 - 리어네티 박사 역
- 채스티 바예스테로스 - 스파 접수원 역
- 마이크 도푸드 - 셰프 역

## 속편
2013년 10월 18일에 《파이널 데스티네이션 6》이 개봉할 예정이라는 말도 있었지만 루머로 밝혀졌다. 《파이널 데스티네이션 5》가 완결편이다.